# Katreinae
Katreinae is een Afrotropische onderfamilie van vlinders in de familie van de dikkopjes (Hesperiidae).
De onderfamilie bestaat uit twee Afrotropische geslachten.

## Geslachten
- Katreus Watson, 1893
- Ortholexis Karsch, 1895